# Веремейчик, Владимир Михайлович
Владимир Михайлович Веремейчик (род. 1 ноября 1937, село Петрицкое, Брагинский район, Гомельская область — 26 декабря 1999, агрогородок Ведрич, Речицкий район, Гомельская область) — советский и белорусский поэт, писатель и публицист.

## Биография
Родился в семье учителей. В 1955 г. окончил Речицкое педагогическое училище. После выпуска год работал старшим пионервожатым и учителем пения и рисования в Михалковской средней школе Мозырского района. Служил в Советской Армии (1956—1959). После демобилизации поступил на филологический факультет Белорусского государственного университета (окончил в 1964 году). Работал завучем, директором Ведричской восьмилетней школы (в 1966 г. реорганизована в среднюю школу) Речицкого района. Член Союза писателей БССР с 1976 г.
Умер 26 декабря 1999 года.

## Творчество
Первое стихотворение напечатал в 1955 г. в речицкой районной газете «Заря коммуны». Автор сборников стихов «Припять» (1973), «Ясность» (1978), «Люблю!» (1981), «Клянусь Припятью» (1988), книги публицистики «Горизонты сельских педагогов: Записки директора школы» (1984).

## Награды
Награжден орденом Трудового Красного Знамени и медалью.